# Diccionario de escritores, maestros y oradores naturales de Sevilla y su actual provincia
El Diccionario de escritores, maestros y oradores naturales de Sevilla y su actual provincia es un diccionario biográfico de Mario Méndez Bejarano, publicado en tres tomos entre 1922 y 1925.

## Descripción
| «Nadie que me conozca se explicará cómohaya podido invertir mi tiempo en la paciente perpetración de una bio-bibliografía. Se necesita el amor, el fanatismo que siento por mi patria, para encadenarme a la galera de labor tan antipática a mi complexión espiritual. Yo mismo no hubiera creído posible lo que palpo como realidad. Mas ¡ah! Preguntad a los padres o a los enamorados y veréis cómo el amor justifica muchas inverosimilitudes» —Méndez Bejarano, en el prólogo al primer tomo (1922) |

El diccionario, dividido en tres tomos, contiene más de dos mil biografías y más de un millar de notas bibliográficas. El primer tomo, de 1922, va de la «A» a la «LL»; el segundo, del año siguiente, de la «M» a la «S», y el tercero, de 1925, termina desde la «T» hasta la «Z» y en una segunda parte incluye a hebreos y musulmanes. «La conveniencia aconseja inventariar el tesoro de los conocimientos adquiridos por la mentalidad humana que, abrumada por su conquista, implora economía de tiempo, facilidad en la investigación y ahorro de energías, porque la ley de solidaridad en el tiempo así lo exige, para que el pasado brinde sólida base al presente y después el presente al porvenir», explica Méndez Bejarano sobre el propósito de la obra. En ese mismo prólogo, subraya que incluye a aquellos que poseen «derecho al recuerdo» y razona que excluye, por ejemplo, a «periodistas cuando no han alegado otro título». Sobre la división entre escritores cristianos y semitas, aduce motivos idiomáticos antes que raciales.